# معصوم عبد الغفور
معصوم عبد الغفور مواليد 20 مارس 1974 في المالديف، هو لاعب كرة قدم مالديفي. يلعب كمهاجم مع نادي الحرية.

## المسيرة الاحترافية

### أندية لعب لها
- نادي نيو راديانت
- نادي الحرية

## المسيرة الدولية
على المستوى الدولي ظهر لأول مرة في المباريات التي لعبها منتخب جزر المالديف في تصفيات كأس العالم.

## وصلات خارجية
- معصوم عبد الغفور على موقع الاتحاد الدولي (مؤرشف)  (الإنجليزية)
- معصوم عبد الغفور على موقع ناشيونال فوتبول تيمز (الإنجليزية)
- معصوم عبد الغفور في 11v11.com